# Coloborhynchus
Coloborhynchus és un gènere de pterosaures pterodactiloïdeus de la família Ornithocheiridae del Cretaci inferior a Europa, Nord-amèrica i Amèrica del Sud. N'hi ha diverses espècies, algunes assignades en un principi a altres gèneres, totes basades en cranis o en restes parcials.

## Taxonomia
- Coloborhynchus clavirostris. (Owen, 1874), (espècie tipus).
- Coloborhynchus sedgwicki. (Owen, 1859), en un principi adscrit al gènere Ornithocheirus.
- Coloborhynchus araripensis. (Wellnhofer, 1985), Brasil; envergadura de més de 3 metres.
- Coloborhynchus wadleighi. (Lee, 1993), Texas.
- Coloborhynchus spielbergi. (Veldmeijer, 2003), Brasil; probable envergadura de 6 metres.
- Coloborhynchus piscator. (Kellner i Tomida, 2000), en un principi adscrit al gènere Anhanguera.